# 佐野浩敏
佐野 浩敏（さの ひろとし、1962年2月18日 - ）は、日本のアニメーター、イラストレーター。福岡県出身。田川浩のペンネームで小説のイラストを描いていたことがある。

## 経歴
アニメーターを志望して、アニメ制作会社の葦プロダクションへ持ち込みをして、面接をした影山楙倫についていく形で、設立されたばかりのカナメプロダクションへ。1982年、テレビアニメ『魔境伝説アクロバンチ』でデビュー。初期の参加作品が当時人気のアニメーター金田伊功の影響を多大に受けていたアニメ制作会社カナメプロダクション関連だった事が、作画スタイルに影響を及ぼしている。
カナメプロ倒産後の、1980年代末から1990年代前半にかけては、松尾慎、仲盛文、高見明男らとフリー集団のスタジオ「EDGE」を結成して在籍した。
後に佐野本人が師と仰ぐ安彦良和から、メカ作画監督としてオファーを受け、アニメ映画『ヴイナス戦記』で仕事をする機会を得る。佐野の弁によると、安彦の前作『アリオン』には力量不足を自覚し参加を断念したため、念願の仕事だったという。
この直後、テレビアニメ『機動戦士Ζガンダム』との架け橋的な作品であるOVA『機動戦士ガンダム0083 STARDUST MEMORY』に携わる。この作品製作時に前述の2作品に携わった安彦を意識せざるを得ないことになるが、このことがクオリティーの高い作りへと結びつき、佐野が一般に認知される事になる。ちなみに、「安彦さんの描くガンダムがガンダム。他には全然魅力を感じないです」と語ったこともある。
「ロボ描き屋」を自称。その腕前が評価され、雑誌・DVDジャケットなどの印刷物媒体では参加作品以外であっても、佐野のイラストを見ることが出来る。

## 参加作品

### テレビアニメ
| 放送年 | 番組名                                  | クレジット                                                                                          | 備考                   |
| ------ | --------------------------------------- | --------------------------------------------------------------------------------------------------- | ---------------------- |
| 1982   | さすがの猿飛                            | 動画                                                                                                |                        |
| 1983   | プラレス3四郎                           | 原画、動画                                                                                          |                        |
| 1983   | 装甲騎兵ボトムズ                        | 動画                                                                                                |                        |
| 1984   | キン肉マン 決戦!! 7人の超人VS宇宙野武士 | 原画                                                                                                |                        |
| 1984   | ゴッドマジンガー                        | 原画                                                                                                | 「サノヒロトシ」名義。 |
| 1984   | チックンタックン                        | 原画                                                                                                |                        |
| 1984   | 北斗の拳                                | 原画                                                                                                |                        |
| 1985   | ビデオ戦士レザリオン                    | 原画                                                                                                |                        |
| 1985   | 機動戦士Zガンダム                       | 原画                                                                                                |                        |
| 1985   | 超獣機神ダンクーガ                      | 原画                                                                                                | 「サノヒロトシ」名義。 |
| 1985   | ダーティペア                            | 原画                                                                                                |                        |
| 1986   | 機動戦士ガンダムZZ                      | 原画                                                                                                |                        |
| 1986   | マシンロボ クロノスの大逆襲             | 原画                                                                                                |                        |
| 1987   | マシンロボ ぶっちぎりバトルハッカーズ   | オープニングアニメーション                                                                          |                        |
| 1987   | 機甲戦記ドラグナー                      | 原画                                                                                                |                        |
| 1989   | 機動警察パトレイバー                    | 作画監督、原画                                                                                      |                        |
| 1992   | 宇宙の騎士テッカマンブレード            | キャラクターデザイン原案協力、作画監督、原画                                                        |                        |
| 1993   | 機動戦士Vガンダム                       | メカニカルデザイン協力                                                                              |                        |
| 1994   | ヤマトタケル                            | 原画                                                                                                |                        |
| 1994   | 機動武闘伝Gガンダム                     | メカニックディレクター、作画監督、原画、動画 オープニング・エンディングアニメーション（作画）       |                        |
| 1994   | とっても!ラッキーマン                   | 原画                                                                                                |                        |
| 1995   | 獣戦士ガルキーバ                        | メカニカル作画監督、原画                                                                            |                        |
| 1996   | 天空のエスカフローネ                    | メカニカルディレクター、メカ作画監督、原画 オープニングアニメーション（作画監督）                   |                        |
| 1998   | カウボーイビバップ                      | メカ作画監督                                                                                        |                        |
| 1998   | 時空転抄ナスカ                          | キャラクターデザイン                                                                                |                        |
| 2000   | アルジェントソーマ                      | メカニックサポート、原画 オープニング・エンディングアニメ（作画監督）                               |                        |
| 2002   | ラーゼフォン                            | アニメーションディレクター、原画、綾人の油絵、婦人のスケッチ オープニングスタッフ（絵コンテ、原画） | 一部「田川浩」名義。   |
| 2003   | スクラップド・プリンセス                | 原画                                                                                                |                        |
| 2009   | 真マジンガー 衝撃! Z編                  | 原画                                                                                                |                        |
| 2024   | シャドーバースF                         | 原画、フォロワー原画、オープニングアニメーション（原画）                                            |                        |
| 2024   | グレンダイザーU                         | 原画                                                                                                |                        |
| 2025   | 魔法つかいプリキュア!!〜MIRAI DAYS〜    | 原画、オープニングアニメーション（原画）                                                            | 一部「田川浩」名義。   |
| 2025   | 地獄先生ぬ〜べ〜(2025年版)              | オープニングアニメーション（原画）                                                                  |                        |
| 2025   | ゲーセン少女と異文化交流                | 原画                                                                                                |                        |

### OVA
| 発売年    | タイトル                                         | クレジット                                  | 備考                                     |
| --------- | ------------------------------------------------ | ------------------------------------------- | ---------------------------------------- |
| 1984      | BIRTH                                            | アニメーター                                |                                          |
| 1986      | 装鬼兵M.D.ガイスト                               | メカ作監補                                  | 『完璧版』では作画監督としてクレジット。 |
| 1987      | 戦え!!イクサー1                                  | ACT-3：原画                                 |                                          |
| 1987      | GOD BLESS DANCOUGA                               | メカニックデザイン、メカニック作監          |                                          |
| 1987      | 魔境外伝レディウス                               | メカニックデザイン、メカニック作監          |                                          |
| 1987      | 大魔獣激闘 鋼の鬼                                | 作画監督、原画                              |                                          |
| 1987      | メタルスキンパニック MADOX-01                    | 原画                                        |                                          |
| 1987      | レイナ剣狼伝説                                   | I：原画                                     |                                          |
| 1987      | プロジェクトA子3 シンデレラ♥ラプソディ           | 原画                                        |                                          |
| 1988      | TOKYO VICE                                       | 原画                                        |                                          |
| 1989      | ドミニオン                                       | 第4話：原画                                 |                                          |
| 1989      | 機動戦士ガンダム0080 ポケットの中の戦争          | 第6話：原画                                 |                                          |
| 1989      | バブルガムクライシス                             | 第6話：原画                                 |                                          |
| 1989      | MIDNIGHT EYE ゴクウII                            | メカニックデザイン・作画監督                |                                          |
| 1990      | ハイスピード・ジェシー                           | 第12話：原画                                |                                          |
| 1990      | バイオレンスジャック ヘルスウィンド編            | 原画                                        |                                          |
| 1991-1992 | 機動戦士ガンダム0083 STARDUST MEMORY             | 総メカニカル作画監督、メカ作画監督、原画    |                                          |
| 1991      | 魔獣戦士ルナ・ヴァルガー                         | 1：原画                                     | 「浅野英二」名義。                       |
| 1992      | 超時空要塞マクロスII -LOVERS AGAIN-              | 原画                                        | 「浅野英二」名義。                       |
| 1993      | 雲界の迷宮ZEGUY                                  | 原画                                        |                                          |
| 1993      | KO世紀ビースト三獣士II                           | 原画                                        |                                          |
| 1993      | ジャイアントロボ THE ANIMATION -地球が静止する日 | 第3話：スペシャル・ゲストキー・アニメーター |                                          |
| 1993      | THE COCKPIT                                      | 原画                                        |                                          |
| 1994-1995 | 宇宙の騎士テッカマンブレードII                   | メインキャラクターデザイン、作画監督補佐    |                                          |
| 1994      | BOUNTY DOG/月面のイブ                            | キャラクターデザイン、作画監督              |                                          |
| 1994      | おいら宇宙の探鉱夫                               | 原画                                        |                                          |
| 1995      | SMガールズ セイバーマリオネットR                 | 原画                                        |                                          |
| 1996-1999 | 機動戦士ガンダム第08MS小隊                       | 作監協力、原画、作画協力                    |                                          |

### 劇場アニメ
| 公開年 | タイトル                          | クレジット                                                                                     |
| ------ | --------------------------------- | ---------------------------------------------------------------------------------------------- |
| 1986   | プロジェクトA子                   | 原画                                                                                           |
| 1989   | ヴイナス戦記                      | メカニック作画監督                                                                             |
| 1991   | 機動戦士ガンダムF91               | 作監協力                                                                                       |
| 1992   | 機動戦士ガンダム0083 ジオンの残光 | 総メカニカル作画監督、メカ作画監督、原画                                                       |
| 1993   | 機動戦士SDガンダムまつり          | 『SDコマンド戦記ガンダムフォース SUPER GARMS ファイナルフォーミュラー VS ノウムギャザー』 原画 |
| 2000   | エスカフローネ                    | メカニカル作画監督                                                                             |
| 2001   | カウボーイビバップ 天国の扉       | 原画                                                                                           |
| 2003   | ラーゼフォン 多元変奏曲           | アニメーションディレクター                                                                     |

### Web配信
| 公開年 | タイトル                           | クレジット                                                                             |
| ------ | ---------------------------------- | -------------------------------------------------------------------------------------- |
| 2023   | ガンダムビルドメタバース           | 原画、メカニック作画監督 オープニング・スタッフ（原画） エンディング・スタッフ（原画） |
| 2025   | マブラヴ ガールズガーデン アニメPV | 原画                                                                                   |

## その他イラスト、デザイン、など
- バンダイ 超合金『可動戦士ガンダム プロトタイプカラー』-ボックスアート
- バンダイ 超合金『可動戦士シャア専用ザク』-ボックスアート
- バンダイ ラーゼフォンコレクションシリーズ01 『ラーゼフォン』-パッケージアート

## 書籍
- 1987年 小説『機動戦士ガンダム』（角川版） - 解説イラスト
- 1992年 小説『機動戦士ガンダム0083』 - 口絵イラスト、本文イラスト
- 1995年 小説『機動武闘伝Gガンダム』 - 口絵・本文イラスト
- 2001年 佐野浩敏ガンダム画集『EDGE of GUNDAM』